# 马尔格赖
马尔格赖（法語：Margueray，法語發音：[maʁɡəʁɛ]）是法国芒什省的一个市镇，属于圣洛区。

## 地理
马尔格赖（48°53'47"N, 1°8'34"W）面积4.64 平方千米，位于法国诺曼底大区芒什省，该省份为法国西北部沿海省份，西、北、东北三面环大西洋，东起顺时针与卡爾瓦多斯省、奧恩省、马耶讷省和伊勒-维莱讷省接壤。
与马尔格赖接壤的市镇（或旧市镇、城区）包括：古韦、蒙塔博、蒙布赖、诺曼底地区佩尔西。

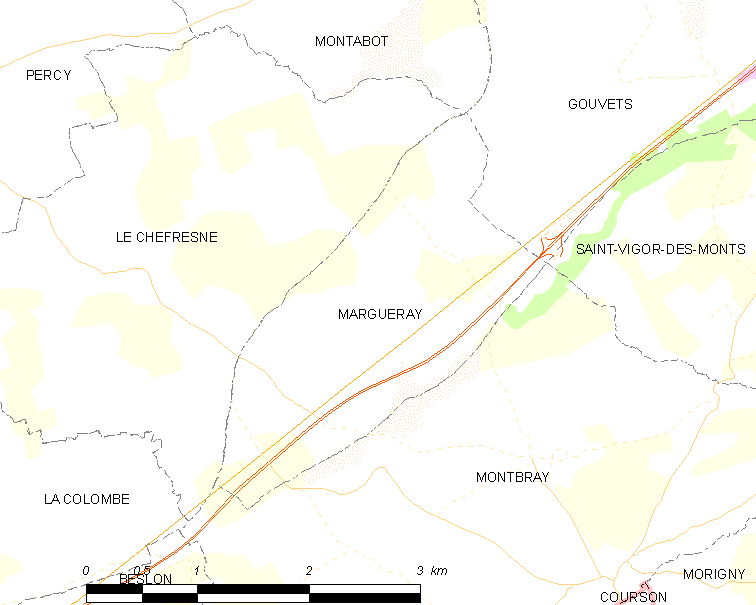
马尔格赖的OSM定位图

马尔格赖的时区为UTC+01:00、UTC+02:00（夏令时）。

## 行政
马尔格赖的邮政编码为50410，INSEE市镇编码为50291。

## 政治
马尔格赖所属的省级选区为维勒迪约莱普瓦勒-鲁菲尼县。

## 人口

1962-2008年间马尔格赖人口变化图示

马尔格赖于2022年1月1日时的人口数量为117人。